# Coxicerberus ramosae
Coxicerberus ramosae är en kräftdjursart som först beskrevs av Albuquerque 1978.  Coxicerberus ramosae ingår i släktet Coxicerberus och familjen Microcerberidae. Inga underarter finns listade i Catalogue of Life.